# Hiroshi Masuoka

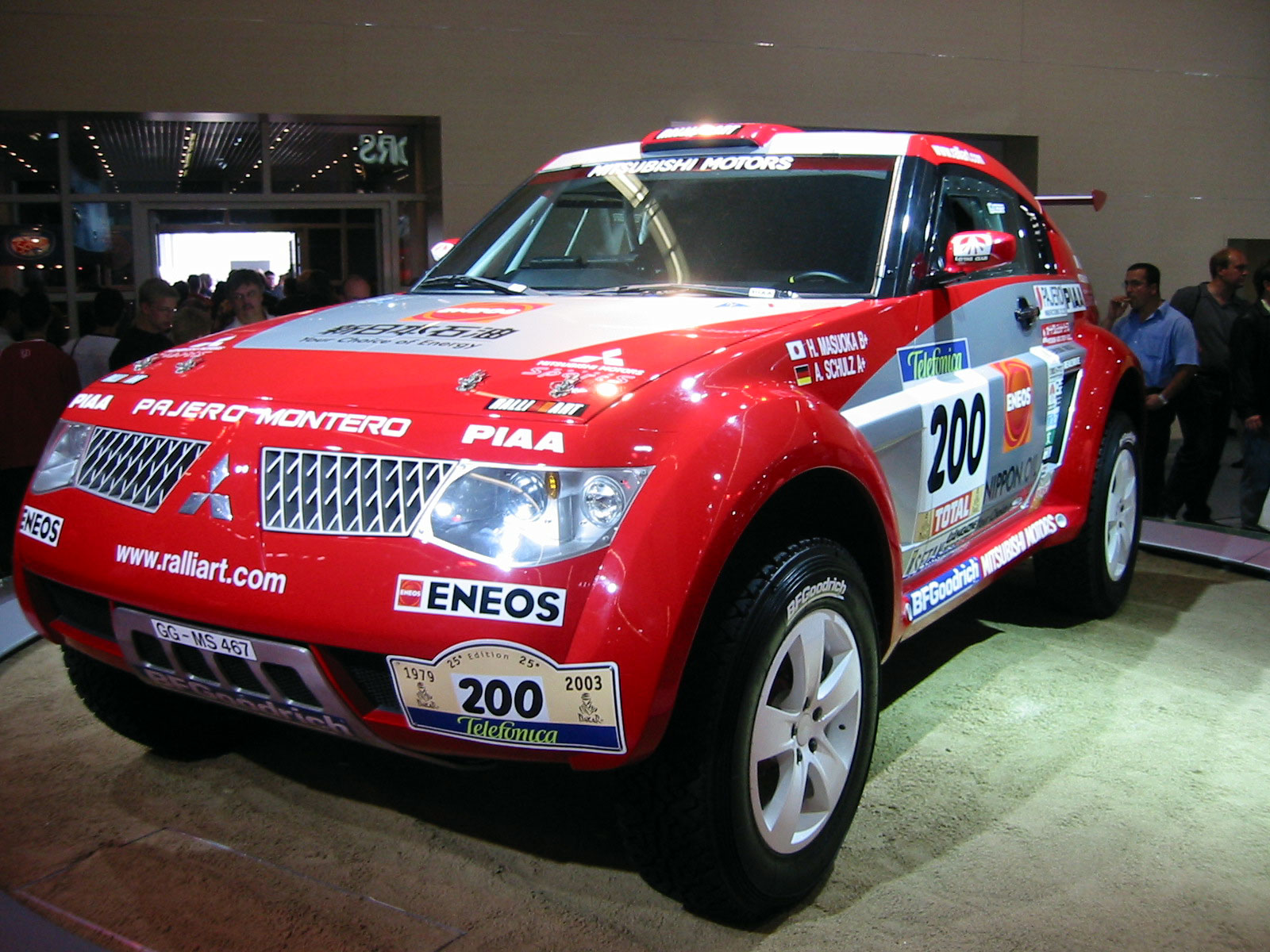
La Mitsubishi Pajero de Hiroshi Masuoka.

Pour le comédien, voir Hiroshi Masuoka (seiyū).
Hiroshi Masuoka (増岡浩, Masuoka Hiroshi), né le 13 mars 1960, est un pilote de rallye raid japonais, double vainqueur du Rallye Dakar en 2002 et 2003.

## Biographie
Hiroshi Masuoka a participé à 21 reprises au Rallye Dakar en catégorie auto entre 1987 et 2009. Il a gagné un total de 25 étapes. Entre 1994 et 2000, il se classe dans le top 10 lors des sept éditions. En 2001 avec Pascal Maimon, il prend la tête du classement général après avoir remporté la 10e étape et a alors une avance de 35 minutes sur Jean-Louis Schlesser. Ce dernier qui aurait pu gagner la course écope d'une pénalité des commissaire pour départs anticipés. Malgré un cinq victoires d'étapes et cinq victoires d'étape (en bon français), Masuoka se fait doubler au général la veille de l'arrivée par Jutta Kleinschmidt et accuse finalement un retard inférieur à trois minutes.
Lors du Dakar 2002, il mène la course dès la 6e étape. Il remporte cette année-là de nouveau cinq étapes, suffisant pour s'offrir une victoire confortable devant ses principaux concurrents Kleinschmidt et Shinozuka.
En 2003, toujours sur Mitsubishi Pajero avec l'Allemand Andreas Schulz, il est concurrencé par Stéphane Peterhansel qui domine une grande partie de la course. Masuoka parvient néanmoins à remporter quatre étapes mais concède 25 minutes au général jusqu'à l'avant-dernière étape où le Français perd près de trois heures en raison d'un incident mécanique. Le Japonais remporte ainsi son deuxième Dakar consécutif. En 2003, il remporte également la Baja d'Italie avec Gilles Picard.
Lors du Dakar 2004 avec Picard, il s'adjuge les étapes 6 et 7, lui permettant de prendre la tête du classement. Il perd cependant 1 h 30 lors de la 8e étape en Mauritanie et rétrograde au 3e rang. Il termine finalement la course à la seconde place derrière Peterhansel qui prend sa revanche de l'année précédente avec un retard de 49 minutes.
Les deux années suivantes, victime d'accidents, il abandonne la course puis se classe 5e en 2007 avec Pascal Maimon pour copilote.
Employé par la société Mitsubishi, il travaille après sa carrière sportive au département des relations publiques de la marque. Il réside à Iruma dans la Préfecture de Saitama.

## Palmarès

### Rallye Dakar
Principaux résultats :
- 1987 : 29e (2 étapes)
- 1996 : 6e (1 étape)
- 1997 : 4e (1 étape)
- 1998 : 4e (2 étapes)
- 2000 : 6e (1 étape)
- 2001 : 2e (5 étapes)
- 2002 : Vainqueur (5 étapes)
- 2003 : Vainqueur (4 étapes)
- 2004 : 2e (4 étapes)